# Belgium (Virginie-Occidentale)
Pour les articles homonymes, voir Belgium.
Belgium est une zone non incorporée du comté de Taylor, dans l'État de Virginie-Occidentale, aux États-Unis.